# كولفيل يونغ
كولفيل يونغ (بالإنجليزية: Colville Young)‏ (20 نوفمبر 1932، مدينة بليز في بليز)؛ سياسي، موسيقي، كاتب، ملحن وروائي بليزي.